# Centroplacaceae
Centroplacaceae – rodzina roślin drzewiastych z rzędu malpigiowców. Obejmuje dwa rodzaje z 6 gatunkami. Rodzaj Centroplacus występuje w tropikalnej, zachodniej Afryce, a rodzaj Bhesa w południowo-wschodniej Azji, na obszarze od Sri Lanki po południowe Chiny i Nową Gwineę.

## Morfologia
Drzewa. Liście skrętoległe z przylistkami, u Centroplacus piłkowane, u Bhesa całobrzegie. Kwiaty drobne u Centroplacus jednopłciowe (rośliny dwupienne), u Bhesa obupłciowe, zebrane w groniaste kwiatostany. Nasiona otoczone są osnówką.

## Systematyka
Rodzina ta wyodrębniona została po raz pierwszy w 2005 roku i pierwszym systemem APG, który ją uwzględnił był APG III z 2009. Pozycja systematyczna tej rodziny nie jest jasna. Według APweb może to być grupa siostrzana dla rodzin nadwodnikowatych (Elatinaceae) i malpigiowatych (Malpighiaceae) (apomorfią w tym kladzie byłby trwały kielich), ew. może być zgodnie z sugestią autorów siostrzaną dla rodziny Ctenolophonaceae. Wcześniej rodzaj Bhesa zaliczany był do rodziny dławiszowatych (Celastraceae), a Centroplacus do wilczomleczowatych (Euphorbiaceae).
Pozycja systematyczna według APweb (aktualizowany system APG IV z 2016)
|  | Putranjivaceae  |
|  |                 |
|  | Lophopyxidaceae |
|  |                 |

|  | Centroplacaceae                                                                               |
|  |                                                                                               |
|  | \| \| Malpighiaceae – malpigiowate \| \| \| \| \| \| Elatinaceae – nadwodnikowate \| \| \| \| |
|  |                                                                                               |
|  | Malpighiaceae – malpigiowate                                                                  |
|  |                                                                                               |
|  | Elatinaceae – nadwodnikowate                                                                  |
|  |                                                                                               |

|  | Malpighiaceae – malpigiowate |
|  |                              |
|  | Elatinaceae – nadwodnikowate |
|  |                              |

|  | Trigoniaceae    |
|  |                 |
|  | Dichapetalaceae |
|  |                 |

|  | Chrysobalanaceae – złotośliwowate |
|  |                                   |
|  | Euphroniaceae                     |
|  |                                   |

|  | Trigoniaceae    |
|  |                 |
|  | Dichapetalaceae |
|  |                 |

|  | Chrysobalanaceae – złotośliwowate |
|  |                                   |
|  | Euphroniaceae                     |
|  |                                   |

|  | Trigoniaceae    |
|  |                 |
|  | Dichapetalaceae |
|  |                 |

|  | Chrysobalanaceae – złotośliwowate |
|  |                                   |
|  | Euphroniaceae                     |
|  |                                   |

|  | Trigoniaceae    |
|  |                 |
|  | Dichapetalaceae |
|  |                 |

|  | Chrysobalanaceae – złotośliwowate |
|  |                                   |
|  | Euphroniaceae                     |
|  |                                   |

|  | Putranjivaceae  |
|  |                 |
|  | Lophopyxidaceae |
|  |                 |

|  | Centroplacaceae                                                                               |
|  |                                                                                               |
|  | \| \| Malpighiaceae – malpigiowate \| \| \| \| \| \| Elatinaceae – nadwodnikowate \| \| \| \| |
|  |                                                                                               |
|  | Malpighiaceae – malpigiowate                                                                  |
|  |                                                                                               |
|  | Elatinaceae – nadwodnikowate                                                                  |
|  |                                                                                               |

|  | Malpighiaceae – malpigiowate |
|  |                              |
|  | Elatinaceae – nadwodnikowate |
|  |                              |

|  | Trigoniaceae    |
|  |                 |
|  | Dichapetalaceae |
|  |                 |

|  | Chrysobalanaceae – złotośliwowate |
|  |                                   |
|  | Euphroniaceae                     |
|  |                                   |

|  | Trigoniaceae    |
|  |                 |
|  | Dichapetalaceae |
|  |                 |

|  | Chrysobalanaceae – złotośliwowate |
|  |                                   |
|  | Euphroniaceae                     |
|  |                                   |

|  | Trigoniaceae    |
|  |                 |
|  | Dichapetalaceae |
|  |                 |

|  | Chrysobalanaceae – złotośliwowate |
|  |                                   |
|  | Euphroniaceae                     |
|  |                                   |

|  | Trigoniaceae    |
|  |                 |
|  | Dichapetalaceae |
|  |                 |

|  | Chrysobalanaceae – złotośliwowate |
|  |                                   |
|  | Euphroniaceae                     |
|  |                                   |

Wykaz rodzajów
- Centroplacus Pierre (1899) – jeden gatunek z Afryki zachodniej – Centroplacus glaucinus Pierre Bull. Mens. Soc. Linn. Paris n.s., 1: 115 1899
- Bhesa Hamilton ex Arnott, Edinburgh New Philos. J. 16: 315. Apr 1834 – 5 gatunków z Azji południowo-wschodniej